# Salvia tianschanica
Salvia tianschanica là một loài thực vật có hoa trong họ Hoa môi. Loài này được Machm. miêu tả khoa học đầu tiên năm 1980.